# Síndrome X fràgil
La síndrome X fràgil (SXF), o més extensament síndrome del cromosoma X fràgil, també coneguda com a síndrome de Martin-Bell, és una malaltia genètica que provoca retard mental a causa d'una alteració del cromosoma X. És la primera causa hereditària de retard mental i la segona associada a factors genètics després de la síndrome de Down, sent aquest últim d'origen congènit (no necessàriament heretat).
Aquest trastorn l'ocasiona una classe de mutació poc habitual: una seqüència reiterada de tres lletres del codi de l'ADN, anomenada repetició de triplet. Com més gran sigui el nombre d'aquestes seqüències repetides, més alta serà la probabilitat que l'afectat sofreixi alteracions greus.
El SXF resulta, en particular, d'un defecte en un gen anomenat FMR1. El defecte en aquest gen és una repetició del trinucleòtid CGGn (triplet Citosina-Guanina-Guanina), en una part del mateix que regula la seva expressió. Quan aquest grup de tres nucleòtids s'expandeix (es repeteix) més de 200 vegades, s'extingeix l'expressió del gen o, en altres paraules, és apagat el gen, produint-se així el que coneixem com síndrome del X fràgil.

## Història
Ja en el segle xix, dades epidemiològiques havien constatat un excedent proper al 25 per cent en el nombre pacients homes entre la població de retardats mentals ingressats en institucions. Això es deu en gran manera a la incidència d'entitats patològiques lligades al cromosoma X que causen retard mental. La síndrome del cromosoma X fràgil és el trastorn d'aquest tipus més freqüent, justificant gairebé el 40 per cent del total de casos de retard mental lligat al cromosoma X. Tradicionalment, no obstant això, el desconeixement d'aquesta malaltia ha conduït a la determinació de diagnòstics erronis. Encara avui, a pesar de ser una de les malalties genètiques més comunes en humans, la síndrome X fràgil no és correctament diagnosticada en un enorme percentatge de casos.

### Investigació
Aquesta síndrome va ser descrita per primera vegada en 1943 per J. Purdon Martin i Julia Bell. El seu origen genètic no es va descobrir fins a l'any 1969, quan es va trobar que individus que mostraven certes característiques mentals i físiques, tenien en el seu cromosoma X un tros parcialment trencat. En 1991, els científics van descobrir el gen FMR1¹ (acrònim anglès de  Fragile X linked Mental Retardation type 1), que causa la síndrome X fràgil, impulsant la investigació mèdica i psicopedagògica. Les aportacions més importants han estat la millora en el diagnòstic prenatal i la identificació de portadors i afectats mitjançant una anàlisi de sang efectuat amb equipament especial.

### Origen del nom
El nom d'aquesta síndrome va provenir de la forma en la qual s'observa citogenèticament el cromosoma X en els pacients que tenen la malaltia quan s'estudien els cromosomes. Quan s'obtenen cèl·lules d'un pacient amb aquesta alteració i es cultiven sota condicions especials (en un mitjà deficient en àcid fòlic), l'expansió del triplet de nucleòtids produeix una particularitat en una regió dels cromosomes, prop de l'extrem del braç llarg. Aquesta es mostra descondensada i allargada, i es trenca fàcilment quan és examinada a través del microscopi. De fet, aquesta part del cromosoma no és particularment fràgil en el pacient. El fenomen de ruptura del cromosoma X en realitat apareix només in vitro quan s'observa la mostra en el microscopi.

### Situació actual
En l'última dècada, la síndrome de X fràgil ha sorgit com una de les causes més importants de discapacitat. És responsable d'aproximadament el 30% de totes les formes de deterioració cognitiva, i es creu que 1 de cada 259 dones, porta el gen en aquestes condicions i, la prevalença de la síndrome es situa en 1 per cada 5000 naixements en homes i, en 1 entre 4000 i 8000 naixements en dones, aquest últim no hi ha un consens global a causa de la complexitat del diagnòstic molecular i la varietat de presentacions clíniques en aquells que no estan greument afectats. També s'ha establert que aquesta síndrome, encara quan afecta més severament als homes, pot afectar tant a homes com a dones. El SXF impacta negativament sobre el desenvolupament i deriva en dificultats d'aprenentatge discapacitants, inclòs retard mental sever; també es manifesten problemes d'atenció, hiperactivitat i conductes autistes.
En l'actualitat, la síndrome de X fràgil és identificada clínicament per proves sanguínies d'ADN. Es tracta d'un mètode molt exacte, que pot informar tant sobre els afectats com sobre els portadors no afectats; a més, pot usar-se per al diagnòstic prenatal. No hi ha cap cura en l'actualitat per a la síndrome X fràgil, però hi ha tractaments i intervencions que han demostrat ser beneficiosos.

## Genètica

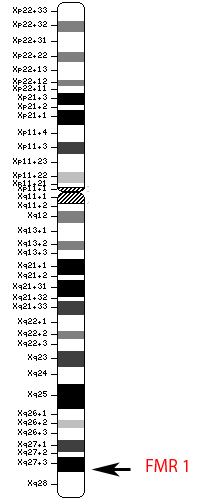
Ubicació del gen FMR1 al cromosoma X, en la posició 27.3 del braç largo (q): el locus citogenètic és Xq27.3. Aquest gen ocupa els parells de bases 146.699.054 a 146.738.156 del cromosoma.

El descobriment del gen FMR1 va ser un esforç internacional que va involucrar als laboratoris de Stephen Warren a Atlanta, David Nelson a Baylor, i Ben Oostra als Països Baixos, i va ser descrit per Verkerk i els seus col·laboradors, en 1991. Hi ha una amplificació de la repetició del trinucleòtid, CGGn, que s'expandeix considerablement en individus amb una mutació completa. Els individus en la població general tenen de 6 a 50 repeticions, i els individus portadors de la premutació X fràgil tenen entre 54 i 200 repeticions, però són generalment considerats no afectats. Quan el nombre de repeticions s'incrementa a quantitats majors a 200, l'individu és usualment afectat per la síndrome de X fràgil i el gen FMR1 és metilat de tal manera que la producció de la proteïna no ocorre. És l'absència, o deficiència de la proteïna que produeix el gen FMR1 (FMRP) el que causa la síndrome de X fràgil. 

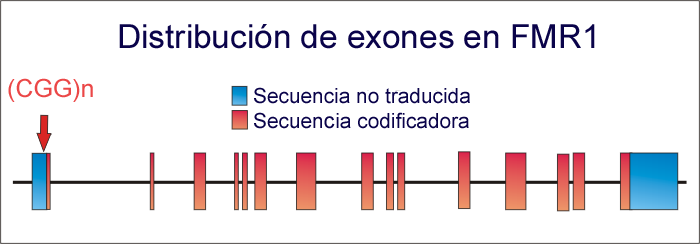
Distribució d'exons al gen FMR1, i posició del triplet (CGG)n (assenyalat per la fletxa). La repetició sobreabundant d'aquest trinucleòtid, impedeix la codificació de la proteïna FMRP, el que ocasiona el SXF

També és possible tenir la síndrome per una supressió (deleció) del gen FMR1 o per una mutació puntual que produeix una FMRP no-funcional. Els individus que són citogenèticament positius pel lloc fràgil en Xq27.3, però són negatius per l'expansió de CGG (la qual cosa està associat amb la mutació FRAXA), poden tenir una mutació més distal, incloent FRAXE o FRAXF. El FMRP és una proteïna vinculada a l'ARN que sembla regular la traducció d'aproximadament el 4% dels missatges neuronals. Hi ha una hipòtesi per la qual el FMRP és una proteïna clau en la regulació dels canvis estructurals neuronals i en la maduració mitjançant l'estimulació ambiental, particularment en la selecció de les connexions neuronals.

## Fenotip físic

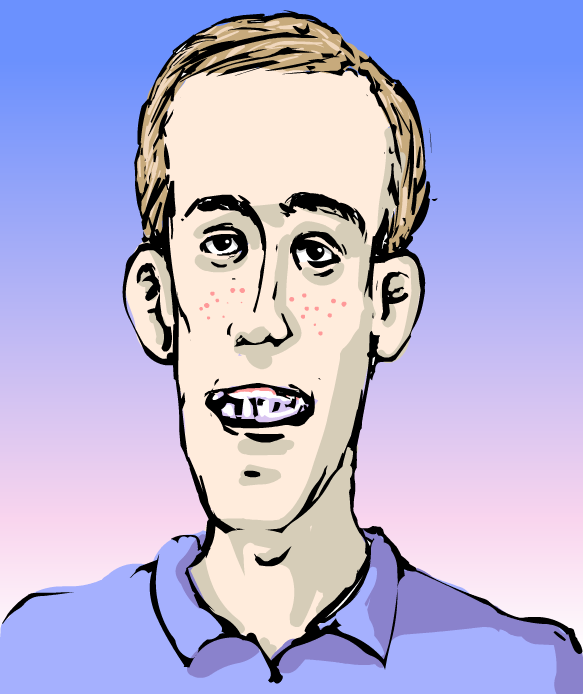
Característiques físiques típiques de la SXF.

Les característiques físiques típiques de la SXF són: cara allargada, front prominent, mentó pronunciat, orelles grans.
| - Retard mental - Hiperactivitat - Problemes d'atenció | - Aleteig amb els braços - Contacte visual escàs - Parlar repetitivament | - Articulacions hiper-extensibles - Testicles grans - Orelles prominents |

Les característiques físiques típiques de la síndrome X fràgil inclouen cara llarga, orelles prominents i testicles grans (macroorquidisme). No obstant això, sovint els nens petits tenen aquestes característiques. La cara allargada i el macroorquidisme usualment no són notables sinó fins a la pubertat. Almenys 25-30% dels nens petits poden no tenir les característiques típiques facials de la síndrome de X fràgil. Algunes vegades aquests nens són diagnosticats com afectats d'altres malalties, tals com autisme, síndrome de Sotos (gigantisme cerebral), síndrome de Tourette, síndrome de Prader Willi o síndrome de Pierre Robin (també anomenat complex o seqüència de Pierre Robin). El fenotip físic dels nens petits inclou usualment hiperextensibilitat dels dits, pell laxa, peu pla, presentant usualment retard en el llenguatge o símptomes de desatenció. Tots els nens que presenten retard mental o autisme d'etiologia desconeguda, són candidats a patir la síndrome X fràgil. També haurien de ser estudiats els individus amb significatives deficiències d'aprenentatge, amb característiques físiques o conductuals de la síndrome X fràgil.
El fenotip conductual de la síndrome X fràgil inclou pobre contacte visual, rebuig al tacte, aleteig, mossegar-se les mans, i timidesa o ansietat social. Les nenes amb X fràgil usualment presenten timidesa, ansietat social, dificultats amb les matemàtiques a l'escola, i problemes d'atenció.
Les rabietes són comunes en la infantesa primerenca. Els comportaments explosius o d'agressió poden ser un problema en l'adolescència per a aproximadament un 30%. Els canvis neuroanatòmics en el cervell d'individus amb la síndrome de X fràgil inclouen un engrandiment del nucli caudat, de l'hipocamp, i ventricles laterals. El vermis cerebel·lós és més petit del normal. La grandària del cerebel està correlacionat amb el nivell cognitiu, incloent la funció executiva. Certs diagnòstics psiquiàtrics, incloent la síndrome d'Asperger, trastorns evitatius de la infantesa, trastorn esquizoide de la personalitat i mutisme selectiu, també han de ser considerats per a proves d'ADN. El cost de la prova d'ADN és aproximadament de $200-$250. És més barat que la prova citogenètica que busca el lloc fràgil i que costa aproximadament $700.

## Capacitats cognitives[11]
És habitual que les persones amb la SXF pateixin algun grau de deficiència mental que afectarà la capacitat de pensar, de raonar i d'aprendre. El grau d'afectació cognitiva depèn de les variacions en la mutació FMR-1 i de la quantitat de proteïna FMR produïda. La majoria dels homes afectats per la SXF pateixin algun grau de deficiència mental que pot anar des d'un retard intel·lectual lleu a un de profund, combinat amb retard en la parla i el llenguatge. La meitat de les dones afectades, aproximadament, patiran algun grau de dèficit intel·lectual; altres poden tenir un quocient d'intel·ligència normal però amb dificultats en els aprenentatges, especialment en les matemàtiques.
Tot i aquest retard intel·lectual existeix un perfil cognitiu, és a dir, uns punts forts i dèbils. Per exemple, la gran majoria d'individus que pateixen la SXF tenen una bona memòria visual (d'imatges i dibuixos), i aquesta capacitat els ajuda a reconèixer lletres i paraules. Generalment són capaços de seguir unes ordres que es presentin de forma visual amb dibuixos, per exemple; en canvi tenen dificultats a organitzar la informació, a treballar amb idees més abstractes i a resoldre problemes.
Per poder progressar en els aprenentatges, les persones amb la SXF necessiten més temps per aprendre, utilitzant mètodes adaptats i entorns favorables.
Les característiques més freqüents:
- Comportament hiperactiu en la infància.
- Falta de concentració.
- Problemes d'aprenentatge.
- parla reiterativa característica (veu rogallosa).
- Trets autistes amb manca de relació social.
- Convulsions i epilèpsia.
- Agressivitat.
- Contacte ocular escàs.
- Onicofàgia primerenca (mossegar-se les ungles).
- Problemes auditius derivats de l'otitis.

És molt important:
- Saber el perfil o estil d'aprenentatge de cada persona
- Oferir una rutina i un calendari per organitzar-se.
- Utilitzar pautes visuals i exemples concrets per presentar idees o conceptes i seguir uns pasos ben graduats.
- Preparar la persona quan hi hagi d'haver un canvi en la rutina, explicant-l'hi amb temps i oferint-li una pauta visual.
- Oferir aprenentatges funcionals.
- Donar-li un temps per poder moure's o sortir de classe en certs moments del dia.
- Utilitzar l'ordinador per treballar.
- Oferir un entorn amb la màxima tranquil·litat possible.

## Aspectes[12]

### Aspectes socials i de conducta
Els nens amb SXF presenten un fenotip comportamental característic evident ja en etapes molt primerenques. Són especialment sensibles als estímuls sensorials, cosa que els provoca rebequeries en determinades situacions. També s'hi han associat un gran nombre de característiques autístiques, com poc contacte ocular, defensa tàctil o sensibilitat al tacte, estereotípies i perseveració o repetició, tant en la parla com en el comportament. El comportament varia i pot anar des del considerat socialment correcte i amistós, fins al tipus autista i/o amb rars rampells violents. Molts infants amb la Síndrome, sobretot els nens, tenen ansietat social; no els agrada conèixer gent nova o fer coses noves que no estaven previstes. El nivell d'ansietat pot ser molt elevat i aleshores eviten les situacions socials. Quan aquests nens interaccionen amb altres persones sovint es troben incòmodes i ansiosos, la qual cosa produeix que tinguin poc contacte ocular i un llenguatge molt repetitiu. Els canvis inesperats en la rutina els poden desconcertar si no se'ls ha avisat amb anterioritat. Alguns nens responen amb tensió, altres en aquestes situacions poden fer una rebequeria, altres poden plorar desconsoladament, o iniciar moviments repetitius sense parar.
Poder oferir un entorn calmar i poder anticipar certes situacions poden ajudar a controlar aquests comportaments. Les nenes amb la Síndrome tendeixen a ser més tímides i a patir més ansietat que els nens davant de les situacions socials. En algunes ocasions, aquesta excessiva timidesa i ansietat poden provocar mutisme selectiu, és a dir, no parlar en determinades situacions socials, sobretot a l'escola. Els individus amb SXF poden angoixar-se fàcilment per estímuls sensorials. Per exemple, els provocats per les multituds o els sons irritants, i això, a vegades, els farà actuar d'una forma determinada. El contacte ocular representa, per la majoria, un grau significatiu d'estimulació que els costa d'integrar. Per aquest motiu tenen tendència a evitar el contacte ocular o tenen una mirada fugaç. també acostumen a ser hipersensibles als sons i al tacte, així com a la textura d'alguns aliments.
La hiperactivitat i la impulsivitat són molt comunes en les persones que pateixen la síndrome.

### Aspectes de la parla i el llenguatge
Les dificultats poden anar des del quequeig fins a problemes més greus, com dificultats per pronunciar amb claredat certes paraules, organitzar les paraules en una frase, utilitzar correctament la gramàtica i fer un ús adequat del llenguatge. És habitual que els nens ometin sons en els mots, repeteixin les mateixes paraules constantment, tornin a iniciar una frase que ja han començat, o que facin la mateixa pregunta una vegada i una altra. En segons quines ocasions parlen molt ràpidament o amb un volum de veu molt alt. Algunes d'aquestes dificultats poden ser degudes a problemes sensorials o d'ansietat més que un problema en les àrees cerebrals responsables del llenguatge. Per a alguns nens, les dificultats són més greus i no comencen a dir les primeres paraules fins als 4 anys. A vegades no parlen fins als 6 o 8 anys. Fins i tot, hi ha nens que no arriben a tenir llenguatge. Per a aquests nens que no tenen llenguatge és important treballar i oferir alguna alternativa de comunicació per tal de reduir els trastorns de comportament deguts a no poder parlar. Les nens amb la Síndrome, rarament tenen problemes greus de llenguatge, cosa que els facilita, posteriorment, aprendre a llegir i a escriure; però la timidesa i l'ansietat els dificultarà la interacció i la comunicació no verbal amb l'altra persona, cosa que els farà que no esperin el torn de paraula, que fallin quan els fan una pregunta, o que marxin quan encara no han acabat la conversa, perquè no entenen què han de fer.
Totes aquestes dificultats no volen dir que no vulguin comunicar-se amb els altres, sinó que contràriament, ells volen interaccionar i són molt simpàtics però a vegades no saben com fer-ho. Per això, és important que se'ls ajudi.

### Aspectes sensorials
La majoria de nens i nenes amb la SXF són sensibles a certes sensacions. Poden posar-se molt nerviosos davant un soroll molt fort o amb un petit soroll. Els pot molestar molt la textura de la roba quan entra en contacte amb la pell; poden tenir dificultats a veure directament d'una ampolla perquè la textura del tap els molesta. Alguns nens i nenes eviten ser tocats o abraçats. Tot i que algunes d'aquestes sensacions els poden acompanyar al llarg de tota la vida, aquestes dificultats es poden reduir amb una bona intervenció.

## Clínica

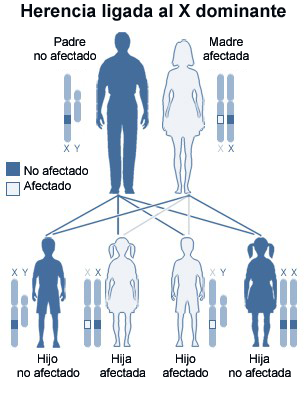
Diagrama d'herència lligada al cromosoma X dominant (mare afectada). La transmissió genètica del SXF, en particular, segueix aquestos patrons mendelians però es torna més complex, pel fet de la ingerència d'altres factors, como la seva penetrància incompleta, reduïda en dones.

Hi ha un ampli espectre de compromís en pacients X fràgil. Les dones amb mutació completa són usualment de millor funcionament que els homes amb mutació completa.
Aproximadament el 70% de les dones amb la mutació completa tenen un dèficit cognitiu en el límit o en el rang de retard mental, mentre que aproximadament el 85% dels homes amb la mutació completa són retardats mentals. Els homes que tenen un funcionament millor i fins i tot no retardats usualment tenen una variació molecular, per exemple un mosaic (algunes cèl·lules amb premutació i altres amb mutació completa) o una falta de metilació d'una mutació completa.
Algunes vegades un individu amb una variant del patró molecular pot ser citogenèticament negatiu en proves cromosòmiques, però positiu a la prova d'ADN. És important comprovar els membres d'una família que sofreixin risc de ser portadors o lleument afectats per la síndrome de X fràgil en l'arbre familiar després que el cas índex (afectat) ha estat diagnosticat. És en els familiars on es poden trobar aquestes variants dels patrons moleculars.
La variació del compromís en dones amb mutació completa es relaciona amb el rang d'activació o el percentatge de cèl·lules que tenen el X normal com X actiu. Aproximadament el 30-50% de les nenes amb mutació completa tenen un quocient intel·lectual (IQ) en el rang normal, però tenen problemes d'aprenentatge, particularment dèficit de funcions executives, trastorns de l'atenció, labilitat emocional, dificultats amb les matemàtiques en el col·legi, així com dèficits en el llenguatge. La timidesa i ansietat social poden a més ser un problema significatiu per a nenes amb mutació completa, requerint tractament específic.

## Tractament
El tractament de nens amb SXF involucra en general a múltiples professionals, incloent mestres d'educació especial, logopedes, terapeutes ocupacionals, psicòlegs, consellers genètics i mèdics. L'assessorament genètic enfocat a les famílies implicades és essencial.
L'espectre de compromís, així com qui requeriria la prova d'ADN, solen ser assumptes analitzats en detall entre el metge i la família. Tots els nens afectats pel SXF requereixen teràpia de la parla i llenguatge i teràpia ocupacional, podent brindar-se aquestes a través de l'escola. Els homes en particular tenen problemes significatius d'integració sensorial. Tècniques conductuals per a promoure un estat de calma, juntament amb teràpies de coordinació motora fina i gruixuda, són portades a terme pel terapeuta ocupacional. Per a tractar problemes de comportament sever, el treball d'un psicòleg pot ensenyar a la família tècniques de reforçament i estructura del comportament positiu.
L'ús de medicació psicotròpica és una eina molt útil per a molts nens amb SXF. En la infantesa primerenca, les prioritats són: millorar l'atenció i concentració, i disminuir les rabietes i l'agressivitat (si està present). Entre els afectats per aquesta síndrome, i particularment en nens d'edat preescolar, les medicacions estimulants (com el metilfenidat) s'associen, sovint, amb un increment de la irritabilitat. La clonidina, que té una acció calmant, ajuda a controlar símptomes d'hiperactivitat i agressió en gairebé el 70% d'aquests nens. En general s'indica, en el curs de la farmacoteràpia, un curós seguiment amb electrocardiogrames (ECG) periòdics. En nens en edat escolar, de 5 anys i majors, els estimulants són eficaços en aproximadament el 60% dels casos, incloent metilfenidat, dextroamfetamina, i Adderall. Pel que fa als agents anticonvulsius, com carbamazepina o àcid valproic, són d'elecció davant quadres de significativa inestabilitat emocional o agressió, que no milloren amb estimulants o clonidina. Quan en el SXF estan presents ansietat, desassossec o agressivitat, també s'utilitzen inhibidors selectius de la recaptació de serotonina. Antipsicòtics atípics (risperidona o olanzapina) poden mostrar-se eficaces per a tractar l'agressivitat o l'humor inestable.
Estudis preliminars destaquen el potencial terapèutic de nous antiepilèptics (per exemple, la gabapentina) sobre aquesta síndrome, llançant resultats encoratjadors. També estan posant-se a prova diferents molècules d'acció neurotònica, incloent agonistes dels receptors AMPA, i fàrmacs antagonistes selectius dels receptors glutamatèrgics.
Els nens amb SXF requereixen seguiment mèdic curós, no només per a ajustar la seva medicació, sinó per a desenvolupar un programa de teràpia integral, que inclogui teràpies i ajuda d'educació especial. D'acord amb l'evidència disponible, són precisament aquest tipus d'estratègies multidisciplinàries, les que s'associen amb majors índexs de resposta terapèutica favorable.